# Fanar-moskee
Fanar-moskee (Arabisch: المركز ;الثقافي الإسلامي القطري, almarkaz; althaqafiu al'iislamiu alqatariu) is de grootste moskee in Doha, de hoofdstad van Qatar, gebouwd in de 21e eeuw.
Het is herkenbaar aan het moderne ontwerp van de minaret.
De traditionele moskees in Qatar zijn gemaakt van koraal, terracotta en hout; deze moskee is gebouwd met bakstenen en mortel. Daarmee kunnen nu hoge koepels worden gebouwd ter vervanging van platte daken. De traditionele mothawaddah (regenwateropvangbak) in de open lucht is vervangen door waterbassins.